# Epictia ater
Espèce
Synonymes
- Leptotyphlops ater Taylor, 1940
- Epictia goudotii ater (Taylor, 1940)

Statut de conservation UICN

 LC  : Préoccupation mineure
Epictia ater est une espèce de serpents de la famille des Leptotyphlopidae.

## Répartition
Cette espèce est présente au Honduras, au Nicaragua et au Costa Rica.

## Publication originale
- Taylor, 1940 : Herpetological Miscellany No I. The University of Kansas science bulletin, vol. 26, no 15, p. 489-571 (texte intégral).